# شین کلی
شین کلی (انگلیسی: Shane Kelly؛ زادهٔ ۷ ژانویهٔ ۱۹۷۲) دوچرخه‌سوار اهل استرالیا است.
وی در مسابقات کشوری و بین‌المللی در مجموع برندهٔ ۴ مدال طلا، ۶ مدال نقره، ۷ مدال برنز شده‌است.